# Giuseppina Gabriella Bonino
Giuseppina Gabriella Bonino (auch Josefine Gabriela; * 5. September 1843 in Savigliano, Italien; † 8. Februar 1906 in Savona) war eine italienische Ordensschwester und Ordensgründerin der Kongregation „Schwestern von der Heiligen Familie von Savigliano“. Sie wurde am 7. Mai 1995 durch Papst Johannes Paul II. seliggesprochen und erhielt den Beinamen „Patronin der Familien“.

## Leben
Ihre Eltern waren der Arzt Domenico Bonino und Giuseppina Ricci. Einen Tag nach ihrer Geburt wurde sie auf den Namen Anna Maria Magdalena Josefina getauft. Giuseppina (dt. Josephine) war das einzige Kind und wuchs in einer begüterten und religiösen Familie auf. Schon frühzeitig fiel ihre gute Intelligenz auf, sie kam 1857 in die Grundschule und glänzte durch großen Lerneifer. Die Direktorin förderte Giuseppina und führte sie bereits, anstatt mit zehn Jahren, im siebten Lebensjahr zur Ersten heiligen Kommunion. Diese erste Schulzeit in einer religiösen Schuleinrichtung sollte ihr weiteres Leben prägen, sie entwickelte bereits früh eine hohe Marienverehrung.
Als Giuseppina zwölf Jahre alt war, zog sie 1855 mit ihrer Familie nach Turin und besuchte die Hochschule bei den Schwestern vom Heiligen Joseph. Im Alter von 18 Jahren legte sie ein vorläufiges Gelübde ab und verpflichtete sich zur Jungfräulichkeit. In dieser Zeit pflegte und umsorgte sie ihren kranken Vater bis zu dessen Tod am 16. Januar 1874. Sie übernahm auch pastorale und seelsorgerische Aufgaben in ihrer örtlichen Pfarrei und entwickelte den Wunsch, sich einer Ordensgemeinschaft anzuschließen.
Am 18. März 1875 trat sie als Schwester Gabriella in den Dritten Orden der Karmeliter ein und schloss sich 1876 ebenfalls dem Dritten Orden des hl. Franziskus (Büßer) an. Am 19. März 1877 legte sie das ewige Ordensgelübde ab. Im gleichen Jahr reiste sie, nach einer überstandenen Erkrankung, gemeinsam mit ihrer Mutter, die kurz nach der Rückkehr verstarb, nach Lourdes, um der Gottesmutter Maria zu danken. Hier erhielt sie die Eingebung, ihr Leben in den Dienst der Armen zu stellen.

## Ordensgründung
Seit 1875 arbeitete sie im Werk Colombo in Savigliano, welches von Johanna Colombo gegründet worden war. Sie kümmerte sich in dieser sozialen Einrichtung um Waisenkinder und errichtete mit Unterstützung des Kanonikers Luigi Da Vicino ein weiteres Heim für arme Kinder Waisenkinder. Dieses Heim trug den Namen der „Heiligen Familie“, denn Giuseppina war der Meinung, dass die Familie die ursprünglichste Zelle der Gesellschaft darstelle. Schnell entwickelte sich dieses Haus als Zufluchtsort für sozial gescheiterte Kinder, die durch öffentliche Einrichtungen nicht mehr aufgenommen wurden. 1880 bereitete sie sich, mittels einiger Klosteraufenthalte, auf ihre Ordensgründung vor. Die von ihr geleiteten Schwestern sollten sich ganz in den Dienst der Heiligen Familie von Nazareth stellen. Die neue Kongregation nahm den Namen „Schwestern der Heiligen Familie“ an, die Mitglieder gelobten 

„in Demut, mit Fleiß und mit Bescheidenheit das Werk der Nächstenliebe zur Ehre Gottes und zur Rettung der Seelen auszuüben.“

 Im April 1881 übernahm Giuseppina Gabriella Bonino das Amt der Oberin, welches sie bis zu ihrem Tode ausübte. Am 8. September 1887 erteilte der Diözesanbischof von Turin der Ordensgemeinschaft die kanonisch-diözesane Genehmigung. Am 6. Oktober 1887 übernahm sie gemeinsam mit elf Mitschwestern das neue Habit und legte unter dem Namen Josefina Gabriela von Jesus ihre Profess ab.

## Spiritualität
1877 erkrankte Giuseppina an einem Rückenmarkstumor, der ihr ohne Narkose entfernt werden konnte. Hier begann ihr spirituelles Leben und sie fuhr aus Dankbarkeit nach Lourdes. An diesem Ort will sie auch von der Heiligen Mutter Gottes die Inspiration erhalten haben sich der Nächstenliebe zu verpflichten.
Giuseppina hatte schon als kleines Mädchen die Mutter Gottes verehrt und strebte nun ein Leben im Sinn der Heiligen Familie an. Um ihre geistliches Empfinden zu verstärken, hielt sie sich mehrere Male im Wallfahrtsort Loreto auf. Sie verbrachte dort, bei den Loretoschwestern, etwa vier Jahre und errichtete auch dort ein Waisenhaus nach ihren Vorstellungen. Hier in Loreto schöpfte sie aus der Hoffnung und im Glauben an die Ehre Gottes neue Kräfte. Nach ihrem Willen sollten alle, die guten Willen sind, die menschliche Wärme und familiäre Atmosphäre erfahren. Ihre Aufgabe war vom Geist der Opferbereitschaft und der absoluten Hingabe im Dienst der Ärmsten geprägt.

## Tod und Seligsprechung
Ihre angegriffene Gesundheit führte schon in den frühen Lebenstagen zu einigen körperlichen Beeinträchtigungen. Am 8. Februar 1906 verstarb sie, in Savona im Alter von 62 Jahren an einer Lungenentzündung. In ihrem Testament hatte sie als ihren sehnlichsten Wunsch zum Ausdruck gebracht: 

„Ich vermache meine Seele dem Herrn mit der Bitte, er möge sie in seiner Barmherzigkeit aufnehmen, und dazu erflehe ich die Fürsprache der Allerseligsten Jungfrau Maria, des hl. Joseph, des Erzengels Gabriel, der hl. Anna, des hl. Franz von Assisi, der hl. Theresia, meines Schutzengels und des ganzen himmlischen Heeres.“

 Zunächst wurde sie auf dem Stadtfriedhof von Savigliano beigesetzt und am 8. April 1961 kam ihr Leichnam in die Kapelle des Mutterhauses des von ihr gegründeten Frauenordens.
Am 26. März 1994 wurde Josefina Gabriela Bonino zur Ehrwürdigen Dienerin Gottes erhoben und am 7. Mai 1995 von Papst Johannes Paul II. seliggesprochen.